# Отаруський комерційний університет
Отаруський комерційний університет (яп. 小樽商科大学, おたるしょうかだいがく; англ. Otaru University of Commerce) — державний університет у Японії. Розташований за адресою: префектура Хоккайдо, місто Отару, квартал Мідорі 3-5-21. Відкритий у 1949 році.

## Факультети
- Комерційний факультет (яп. 商学部)

## Аспірантура
- Комерційна аспірантура (яп. 商学研究科)